# Arthur Lloyd Thomas
Arthur Lloyd Thomas (Chicago, 22 de agosto de 1851 – 15 de setembro de 1924) foi um político norte-americano que serviu como 14º governador do território de Utah.

## Biografia
Nascido em 1851 em Chicago, Thomas cresceu em Pittsburgh e casou-se com Helena Reinberg. Ele ocupou cargos na Câmara dos Deputados dos Estados Unidos antes de ser nomeado por Rutherford Hayes como secretário territorial dos governadores Emery, Murray e West. Membro da Comissão de Utah, ele foi nomeado governador do território de Utah em 1889 por Benjamin Harrison. A melhoria da educação das crianças e o desenvolvimento da irrigação para abrir mais terras para assentamentos foram duas de suas principais preocupações. Thomas concorreu sem sucesso na eleição para o primeiro governador do estado em 1895, Thomas permaneceu em Utah como carteiro de Salt Lake City de 1898 a 1914 e também esteve envolvido no desenvolvimento, mineração e publicação de terras.